# Notsodipus muckera
Espèce
Notsodipus muckera est une espèce d'araignées aranéomorphes de la famille des Lamponidae.

## Distribution
Cette espèce est endémique d'Australie. Elle se rencontre dans le Sud de l'Australie-Occidentale, dans le Sud du Territoire du Nord, en Australie-Méridionale, dans le Sud du Queensland et au Victoria.

## Description
La femelle holotype mesure 4,6 mm et le mâle paratype 3,8 mm.

## Étymologie
Son nom d'espèce lui a été donné en référence au lieu de sa découverte, Muckera.

## Publication originale
- Platnick, 2000 : A relimitation and revision of the Australasian ground spider family Lamponidae (Araneae: Gnaphosoidea). Bulletin of the American Museum of Natural History, no 245, p. 1-330 (texte intégral).